# 荆门战役
荆门战役是1949年2月中國人民解放軍為奪取湖北荊門而發起的一場戰役。戰鬥於2月2日打響，中國人民解放軍開始進攻荊門。2月4日下午，中國人民解放軍從东门、北门攻入城内。中華民國國軍從荆门撤出，荊門被中國人民解放軍攻佔。中國人民解放軍俘虏国民革命军第七十九军军长方靖等7616名中華民國國軍士兵，殺死1014名中華民國國軍士兵。